# Kommende Brackel

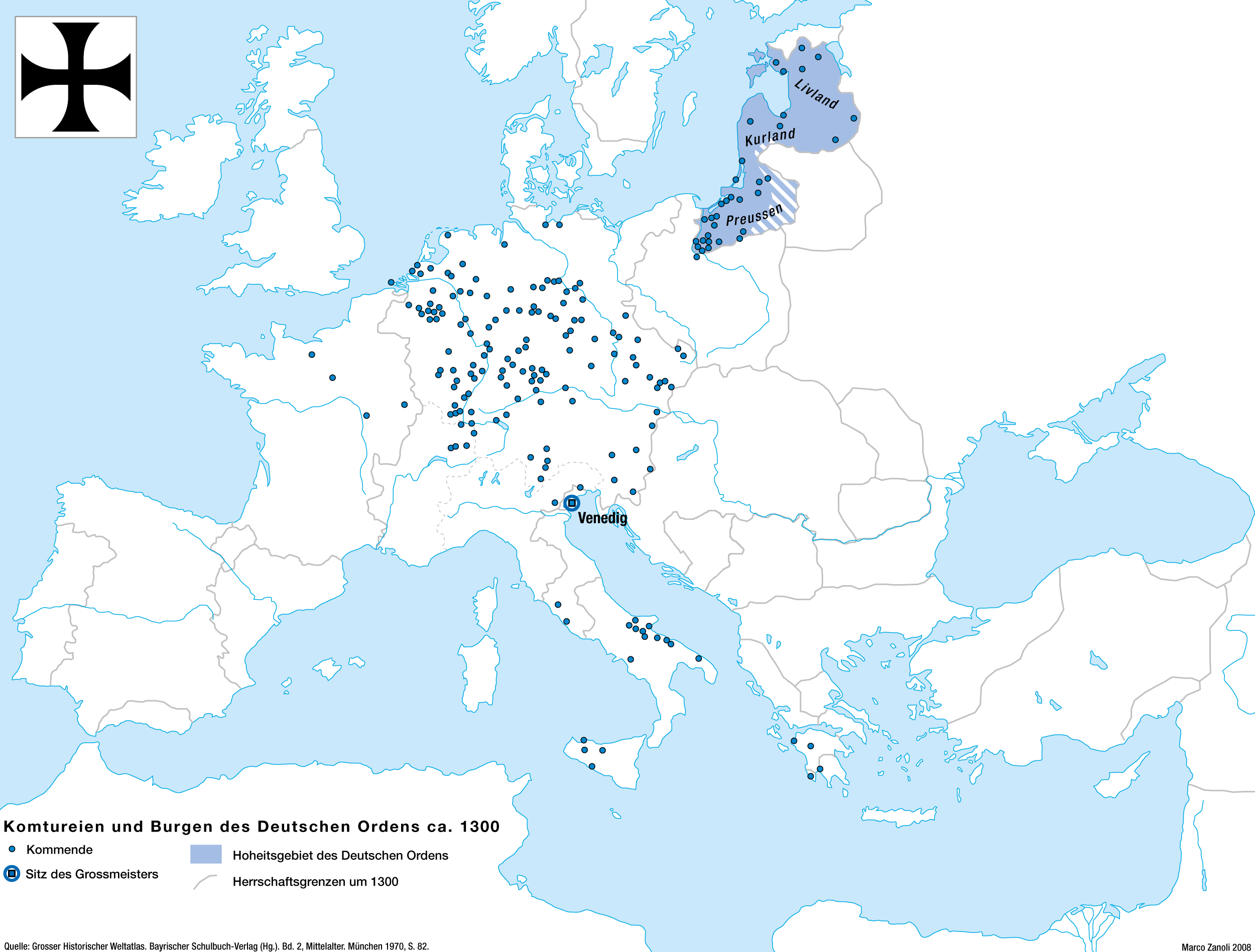
Kommenden des Deutschen Ordens in Europa

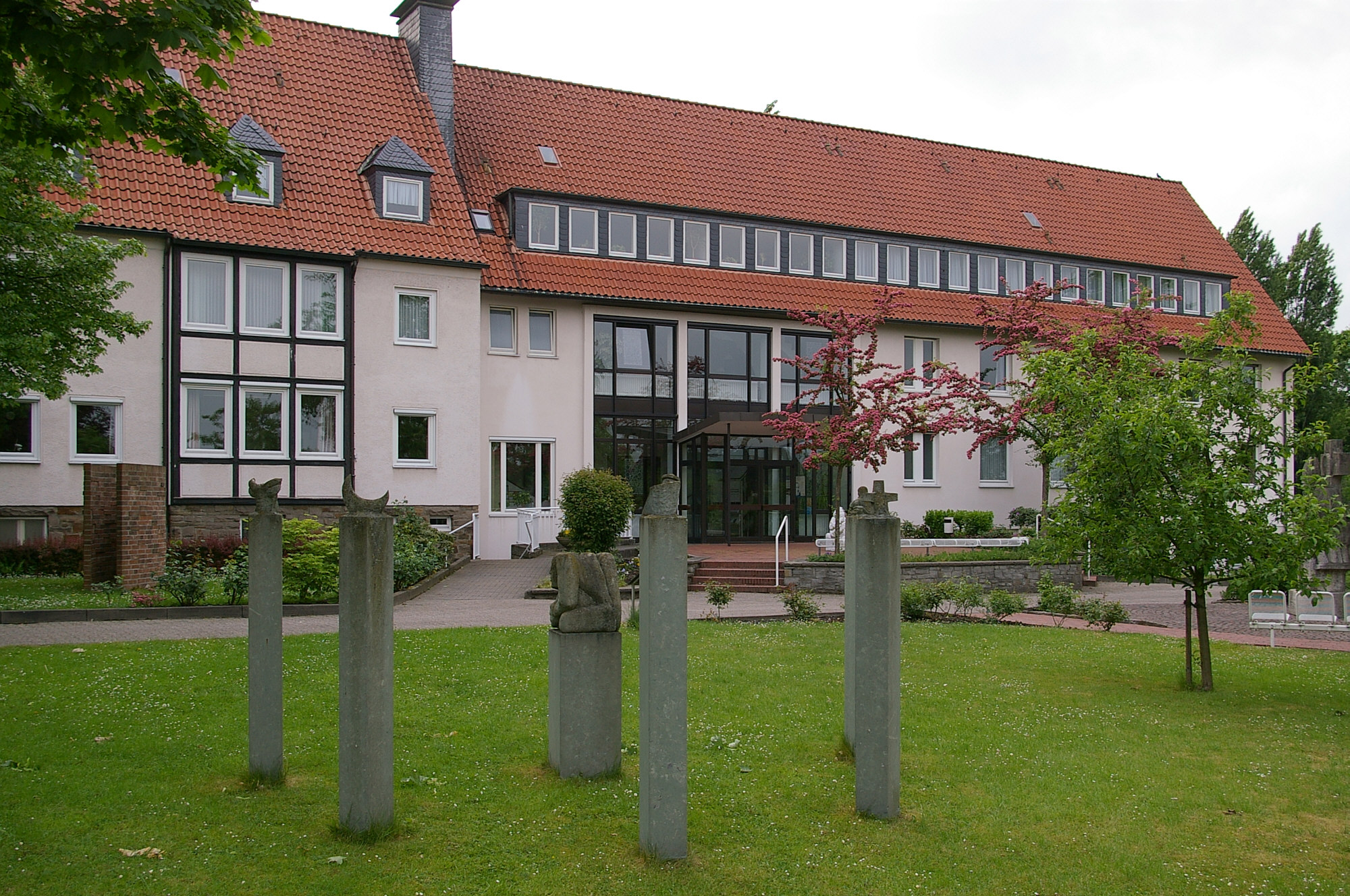
Kommende Brackel

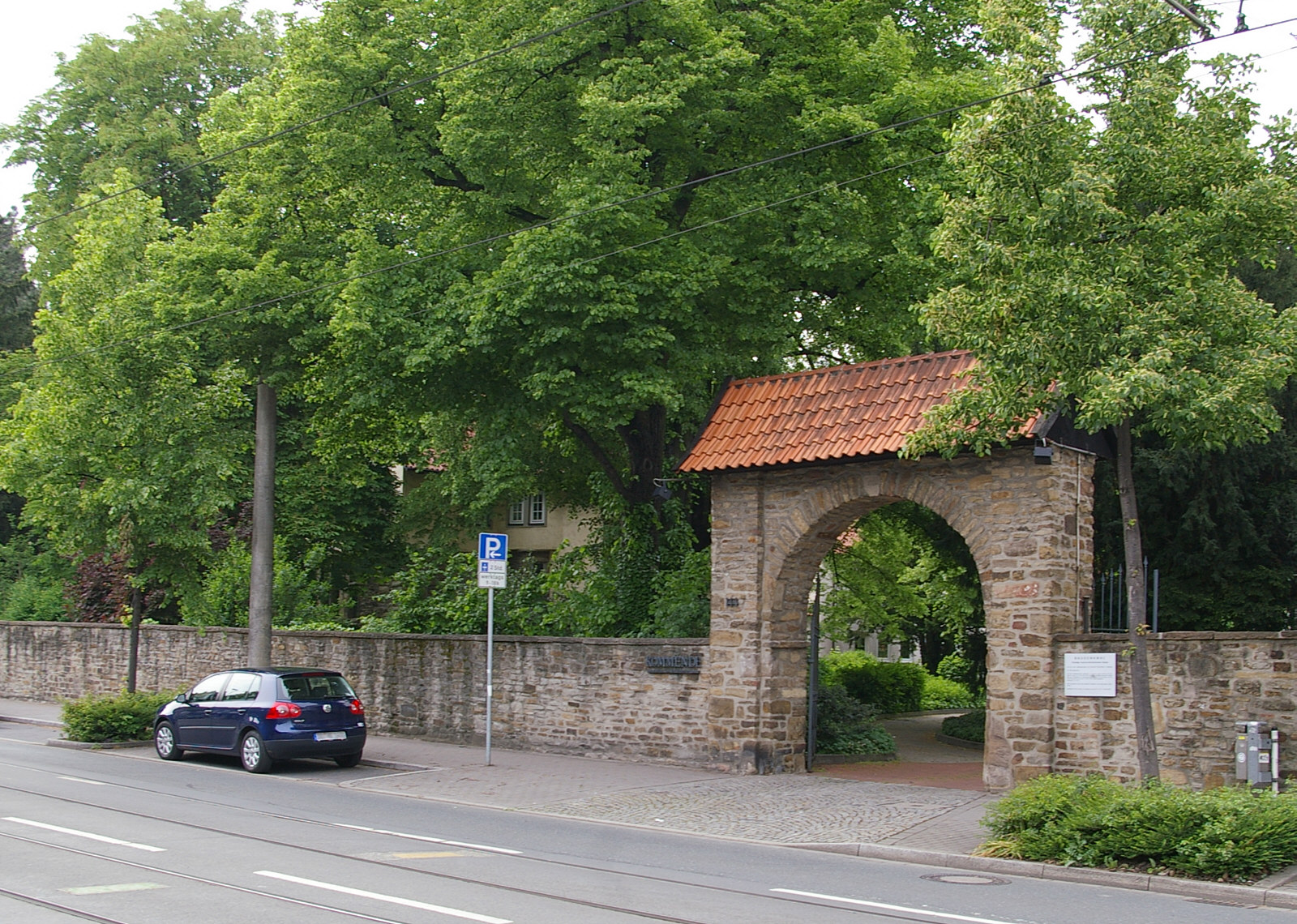
Eingangstor von 1716

Ansichtskarte von 1910

Die Kommende Brackel, heute St. Klemens Kommende Dortmund, ist eine ehemalige Niederlassung des Deutschen Ritterordens in Dortmund.

## Geschichte
Die Kommenden des Ritterordens wurden im 12. Jahrhundert gegründet und waren in Deutschland in zwölf Balleien organisiert. Die Kommende Brackel war Teil der Ballei Westfalens. Die Kommende Brackel und die zugehörige Patronatskirche St. Johannes-Kapelle bilden den historischen Kern des Dortmunder Stadtteils Brackel.
Nach der Auflösung des Deutschen Ritterordens im Jahre 1809 durch Napoleon fiel diese an den Großherzog von Berg und 1815 an Preußen. 
1946 fiel die Kommende durch eine Schenkung an das Erzbistum Paderborn, welches hier 1949 das Sozialinstitut Kommende Dortmund einrichtete. Das Gebäude ist als Baudenkmal in die Denkmalliste der Stadt Dortmund eingetragen.

## Komture von Brackel
- Maes Hagenbecke (um 1435)
- Johann von Heiden (1500–1521)
- Adam von Heiden (1527)
- Dietrich von Heiden (1533–1536)
- Bernhard de Bever (1544–1554)
- Jost Stael (vor 1565–1566)
- Johann up dem Berge (1566–1588/89)
- Johann von Hanxleden (1591–1600)
- Melchior von Loe (1601–1609)
- Johann Dietrich von Heiden (1625–1628/29)
- Henrich von Ittersum (1629–1636/37)
- Eberhard von Dellwig (1638–1658)
- Johann Winold von Westrem (1662–1663)
- Franz Wilhelm von Fürstenberg (1664–1671)
- Johann Hunold von Plettenberg (1671–1675)
- Rab Henrich von Westrem (1675–1677)
- Johann Hunold von Plettenberg (1677–1679)
- Ferdinand Alexander von Wrede (1679–1685)
- Georg Levin von Nagel (1692–1694)
- Rosier Gottfried von Dellwig (1695–1704)
- Moritz Ferdinand von Korff zu Harkotten (1705–1712)
- Ferdinand Gaudenz von Westrem (1713–1716)
- Johann Heidenreich von Ketteler (1716–1718)
- Franz Wilhelm von Schade (1718–1724)
- Ferdinand Johann von Holdinghausen (1724–1726)
- Hermann Wennemar von Hörde (1727/1728)
- Franz Xaver von Roll (1729–1732)
- Gottgab Matthias von Geldern (1732–1736)
- Ferdinand Moritz von Mengersen (1737–1746)
- Moritz Wilhelm von Mengersen (1747–1761)
- Karl von Schlamersdorff (1764–1798)
- Johann Philipp Wilhelm von Wydenbruck (1800–1809)